# Ernst Carl Thelott

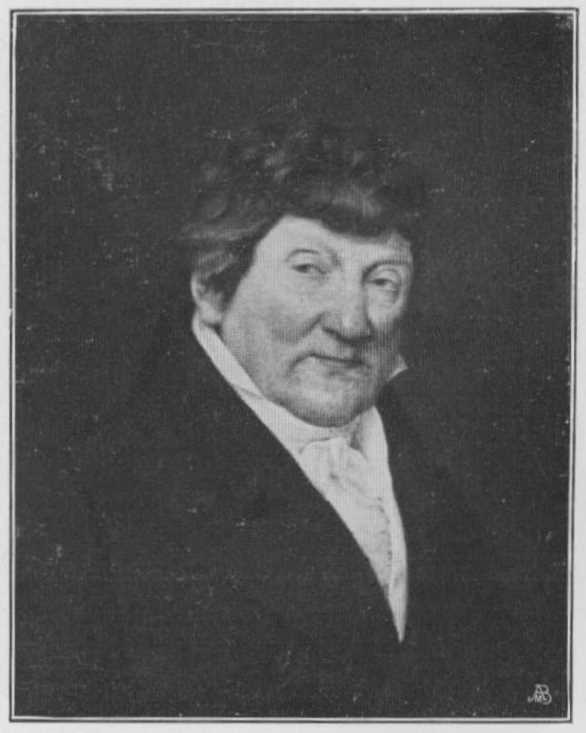
Bildnis des Kupferstechers Ernst Carl Thelott
Schwarz-Weiß-Abbildung des Gemäldes von Theodor Hildebrandt

Ernst Carl Gottlieb Thelott, auch Ernst Karl Gottlieb Thelot (* 6. Juni 1760 in Augsburg; † 24. September 1834 in Düsseldorf), war ein deutscher Maler und Kupferstecher. Er war ein Vertreter der Düsseldorfer Malerschule.

## Leben

Cornelius Franciscus Nelis, Bischof von Antwerpen (1785–1798)
Kupferstich von Thelott nach de Quertenmont

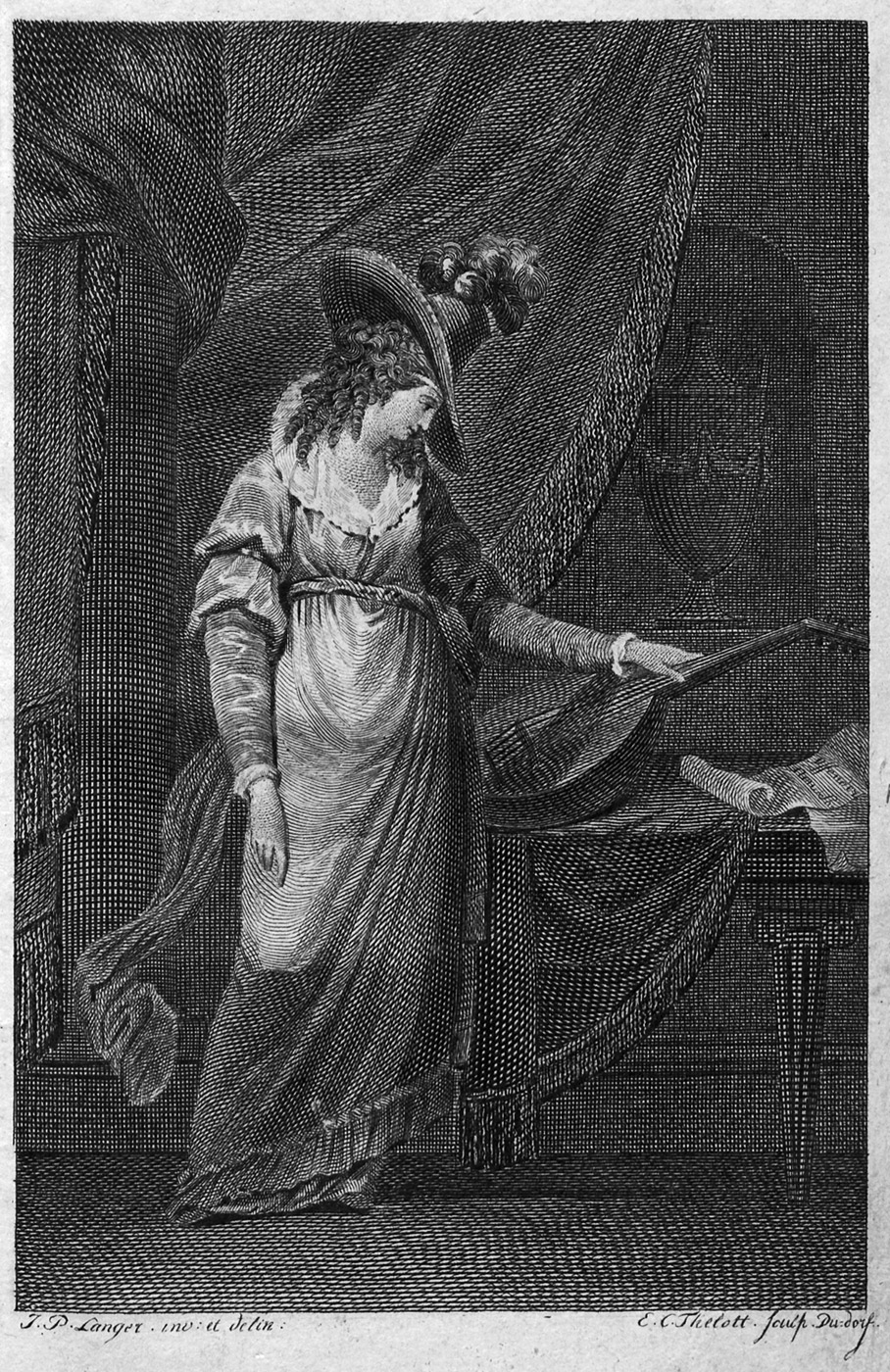
Kupferstich von Ernst Carl Thelott nach einem Gemälde von Johann Peter von Langer, 1789

Thelott, Enkel des Kupferstechers Johann Andreas Thelott, Sohn des Kupferstechers Johann Gottfried Thelott und Bruder des Kupferstechers Johann Paul Thelott (um 1758–1804), erhielt seine erste künstlerische Ausbildung an der Akademie in Augsburg, war kurzzeitig in München und studierte ab Anfang der 1780er Jahre an der Kunstakademie Düsseldorf. Er ließ sich in Düsseldorf nieder und musste sich anfangs mit Aufträgen für Buchhändler begnügen. Für das Werk der Düsseldorfer Galerie stach er einige Blätter. Ferner arbeitete er für Almanache und literarische Werke oder fertigte kleinere Porträts. Er wurde Professor für Kupferstecherkunst an der Königlichen Kunstakademie in Düsseldorf. Sein Nachfolger wurde Joseph von Keller.
Zu seinen Schülern gehörten seine Söhne Ernst und Karl sowie August Hoffmann, Tamme Weyert Theodor Janssen und Joseph Carl Cogel.
Werke (Auswahl)
- König Maximilian und Königin Caroline von Bayern, nach Moritz Kellerhoven
- Herzog Wilhelm von Bayern (Halbfigur) nach Moritz Kellerhoven
- Bildnisse des Prinzen Friedrich von Preußen und seiner Gemahlin (1822)
- Dr. Martin Luther, nach Lucas Cranach, für Peter Heinrich Holthaus.[5]
- Düsseldorfer Ritterspiele zur Fastnachts-Feyer 1825 (Digitalisat)